# USL League One 2021
La USL League One 2021 è stata la terza edizione del terzo livello del campionato professionistico statunitense di calcio organizzato dalla United Soccer League. Questa stagione ha visto il numero complessivo di partecipanti al campionato a quota 12, per effetto del ritiro dell'Orlando City B, dell'ingresso del North Carolina, club proveniente dalla USL Championship, e del ritorno alle competizioni del Toronto FC II dopo un anno di pausa. 

## Formula
Ogni squadra ha disputato 28 partite di stagione regolare, con un calendario sbilanciato per favorire incontri tra squadre vicine e abbattere i costi. Al termine della stagione regolare, le prime sei classificate hanno poi disputato la postseason per determinare il campione. Nei playoff, in gara secca più eventuali supplementari e rigori, tutte le partite si sono giocate in casa della squadra meglio piazzata alla fine della regular season.

## Partecipanti
| Club                   | Città           | Stato             | Stadio                        | Capienza | Affiliazione    |
| ---------------------- | --------------- | ----------------- | ----------------------------- | -------- | --------------- |
| Chattanooga Red Wolves | Chattanooga     | Tennessee         | David Stanton Field           | 5.500    |                 |
| Fort Lauderdale CF     | Fort Lauderdale | Florida           | Inter Miami CF Stadium        | 18.000   | Inter Miami     |
| Forward Madison        | Madison         | Wisconsin         | Breese Stevens Field          | 5.000    | Chicago Fire    |
| Greenville Triumph     | Greenville      | Carolina del Sud  | Legacy Early College Field    | 4.000    |                 |
| N.E. Revolution II     | Foxborough      | Massachusetts     | Gillette Stadium (Foxborough) | 68.756   | N.E. Revolution |
| North Carolina FC      | Raleigh         | Carolina del Nord | WakeMed Soccer Park (Cary)    | 10.000   |                 |
| North Texas            | Arlington       | Texas             | Globe Life Park               | 48.114   | FC Dallas       |
| Richmond Kickers       | Richmond        | Virginia          | City Stadium                  | 22.611   |                 |
| S.G. Tormenta          | Statesboro      | Georgia           | Eagle Field                   | 3.500    |                 |
| Toronto FC II          | Toronto         | Ontario           | BMO Training Ground           | 1.000    | Toronto FC      |
| FC Tucson              | Tucson          | Arizona           | Kino Sports Complex           | 3.200    |                 |
| Union Omaha            | Omaha           | Nebraska          | Werner Park (Papillion)       | 9.023    |                 |

## Classifica regular season
|  | Pos. | Squadra                | Pt | G  | V  | N  | P  | GF | GS | DR  |
|  | ---- | ---------------------- | -- | -- | -- | -- | -- | -- | -- | --- |
|  | 1.   | Union Omaha            | 51 | 28 | 14 | 9  | 5  | 44 | 22 | +22 |
|  | 2.   | Greenville Triumph     | 45 | 28 | 12 | 9  | 7  | 36 | 29 | +7  |
|  | 3.   | Chattanooga Red Wolves | 44 | 28 | 11 | 11 | 6  | 37 | 29 | +8  |
|  | 4.   | FC Tucson              | 40 | 28 | 11 | 7  | 10 | 44 | 42 | +2  |
|  | 5.   | Richmond Kickers       | 40 | 28 | 11 | 7  | 10 | 35 | 36 | -1  |
|  | 6.   | North Texas            | 40 | 28 | 10 | 10 | 8  | 40 | 32 | +8  |
|  | 7.   | Toronto FC II          | 38 | 28 | 10 | 8  | 10 | 34 | 32 | +2  |
|  | 8.   | N.E. Revolution II     | 37 | 28 | 11 | 4  | 13 | 33 | 39 | -6  |
|  | 9.   | Forward Madison        | 36 | 28 | 8  | 12 | 8  | 32 | 34 | -2  |
|  | 10.  | Fort Lauderdale CF     | 31 | 28 | 8  | 7  | 13 | 40 | 49 | -9  |
|  | 11.  | S.G. Tormenta          | 30 | 28 | 8  | 6  | 14 | 36 | 47 | -11 |
|  | 12.  | North Carolina FC      | 25 | 28 | 7  | 4  | 17 | 30 | 50 | -20 |

Legenda:
      Ammesse alle semifinali dei play-off.
      Ammesse al primo turno dei play-off.

## Playoff

### Primo Turno
| Squadra 1              | Risultato   | Squadra 2        |
| ---------------------- | ----------- | ---------------- |
| Chattanooga Red Wolves | 2 - 1 (dts) | North Texas      |
| FC Tucson              | 1 - 0       | Richmond Kickers |

### Semifinali
| Squadra 1          | Risultato   | Squadra 2              |
| ------------------ | ----------- | ---------------------- |
| Union Omaha        | 6 - 1       | FC Tucson              |
| Greenville Triumph | 2 - 0 (dts) | Chattanooga Red Wolves |

### Finale
| Squadra 1   | Risultato | Squadra 2          |
| ----------- | --------- | ------------------ |
| Union Omaha | 3 - 0     | Greenville Triumph |